# 탈카보닐화
탈카보닐화(영어: decarbonylation)는 화합물에서 카보닐기를 제거하는 화학적 과정을 의미한다. 탈카보닐화는 분해를 나타내기 때문에 종종 바람직하지 않은 반응이다. 금속 카보닐의 화학에서 탈카보닐화는 CO 리간드가 다른 리간드로 대체되는 치환 과정을 설명한다.

## 유기화학
금속 촉매가 없으면 유기화학에서 탈카보닐화(vs 탈카복실화)는 거의 관찰되지 않는다. 한 가지 예외는 다음과 같은 폼산의 탈카보닐화이다.
HCO2H  →  CO  +  H2O
반응은 촉매와 탈수제로 작용하는 황산에 의해 유도된다. 이 반응을 통해 폼산은 때때로 이 독성 가스의 실린더 대신 실험실에서 CO의 공급원으로 사용된다. 강한 열을 가하면 그 유도체 중 일부는 촉매를 추가하지 않아도 탈카보닐화될 수 있다. 예를 들어, 다이메틸폼아마이드는 끓는점(154 °C)까지 가열하면 천천히 분해되어 다이메틸아민과 일산화 탄소를 생성한다. 염화 폼일과 같은 일부 폼산 유도체는 실온(또는 그 이하)에서 자발적인 탈카보닐화를 겪는다.
염화 옥살릴((COCl)2)과 관련된 반응(예: 가수분해, 카복실산과 반응, 스원 산화 등)은 종종 단편화 과정을 통해 이산화 탄소와 일산화 탄소 모두를 방출한다.
α-하이드록시산(예: 젖산, 글리콜산)은 다음과 같은 메커니즘에 의해 촉매 농축 황산으로 처리될 때 탈카보닐화를 겪는다.
|  |

실라카복실산(R3SiCOOH)은 가열 또는 염기 처리시 탈카보닐화되어 일산화 탄소 생성 분자로 조사되었다.

### 알데하이드 탈카보닐화
일반적인 변형은 알데하이드를 알케인으로 전환하는 것과 관련이 있다.
RCHO   →   RH  + CO
탈카보닐화는 용해성 금속 착물에 의해 촉매될 수 있다. 이러한 반응은 금속 아실 수소화물의 매개를 통해 진행된다. 이것의 예는 윌킨슨 촉매를 사용하는 츠지-윌킨슨 탈카보닐화 반응이다. 엄밀히 말하면 이 반응의 비촉매 버전은 유리 일산화 탄소가 아닌 로듐 카보닐 착물을 형성한다. 이 반응은 일반적으로 복잡한 천연물의 전합성 과정에서 소규모로 수행되는 데, 이는 이 반응이 화학량론적 로듐이 사용될 때 약간 상승된 온도(예: 80 °C)에서 매우 효율적이지만 CO의 압출을 통한 촉매 회전율은 매우 안정적인 로듐 카보닐 착물의 해리를 필요로 하고 200 °C를 초과하는 온도를 필요로 하기 때문이다. 이 전환은 탈카보닐화가 드문 반응인 유기 합성에서 가치가 있다.
|  |

탈카보닐화는 당의 전환에서도 관련이 있다. 케톤 및 기타 카보닐 함유 작용기는 알데하이드보다 탈카보닐화에 대한 저항성이 더 크다.
|  |

### 고리형 협동반응
케톤을 포함하는 일부 고리형 분자는 킬레트로피 압출 반응을 거쳐 나머지 구조에 새로운 탄소-탄소 π 결합을 남긴다. 이 반응은 헥사페닐벤젠의 합성에서와 같이 자발적일 수 있다. 사이클로프로펜온과 사이클로뷰텐다이온은 각각 CO 1분자 또는 2분자를 제거하여 알카인으로 전환될 수 있다.

## 생화학
일산화 탄소는 O2, NADPH 및 헴 산소화효소의 작용에 의해 헴의 분해(이화대사)에서 방출된다.
헴 b + 3 O2 + 31⁄2NADPH + 31⁄2H+ →  빌리베르딘 + Fe2+ + CO + 31⁄2NADP+ + 3H2O

## 무기 및 유기 금속 합성
많은 금속 카보닐은 탈카보닐화 반응을 통해 제조된다. 바스카 착물의 CO 리간드는 다이메틸폼아마이드의 탈카보닐화에 의해 생성된다.
IrCl3(H2O)3  +  3 P(C6H5)3  +  HCON(CH3)2  +  C6H5NH2  →   IrCl(CO)[P(C6H5)3]2  +  [(CH3)2NH2]Cl  +  OP(C6H5)3  +  [C6H5NH3]Cl  +  2 H2O
Fe(CO)5 및 Mo(CO)6의 많은 유도체로의 전환에는 종종 탈카보닐화가 포함된다. 여기서 탈카보닐화는 사이클로펜타다이엔일리론 다이카보닐 이량체의 제조를 수반한다.
2 Fe(CO)5 + C10H12  →   (η5-C5H5)2Fe2(CO)4 + 6 CO + H2
탈카보닐화는 트라이메틸아민 N-옥사이드와 같은 시약을 사용하여 광화학적으로 유도될 수 있다.
Me3NO  +  L  +  Fe(CO)5   →   Me3N  +  CO2  +  LFe(CO)4

## 같이 보기
- 카보닐화
- 카보닐기